# Рабча
Рабча (слч. Rabča) насељено је мјесто са административним статусом сеоске општине (слч. obec) у округу Наместово, у Жилинском крају, Словачка Република.

## Становништво
| Година:    | 1994. | 2004.    | 2014.    | 2024.    |
| ---------- | ----- | -------- | -------- | -------- |
| Број људи: | 3848  | 4360     | 4857     | 5402     |
| Разлика:   |       | +13,30 % | +11,39 % | +11,22 % |

| Година:    | 2023. | 2024.   |
| ---------- | ----- | ------- |
| Број људи: | 5336  | 5402    |
| Разлика:   |       | +1,23 % |

Према подацима о броју становника из 2024. године насеље је имало 5402 становника.